# Насечка миелина
Насечки миелина (лат. incisio myelini) — узкие полоски, пересекающие в косом направлении миелиновую оболочку нервного волокна, образующиеся в ходе спирального наслаивания мембраны миелина (в процессе формирования миелиного волокна одного аксона), в них присутствуют островки цитоплазмы шванновских клеток.
Функция насечек миелина не определена. Предполагается, что они необходимы для предотвращения разрыва волокна при его растяжении во время сокращения мышц. Вполне вероятно также, что они выполняют трофическую функцию.